# Convolvulus lopezsocasii
Convolvulus lopezsocasii är en vindeväxtart som beskrevs av Eric R.Svensson Sventenius. Convolvulus lopezsocasii ingår i släktet vindor, och familjen vindeväxter. Inga underarter finns listade i Catalogue of Life.